# Galvarino
 (décembre 2016).
Galvarino ou Kalwarengo, né à une date inconnue du XVIe siècle et mort le 30 novembre 1557 à la bataille de Millarapue, est un guerrier mapuche de l'armée de Lautaro (1534-1557). Bien que l'on sache peu de choses de sa vie, Galvarino figurait parmi les plus importants des caciques mapuches. Il est connu pour avoir combattu avec héroïsme les forces espagnoles du gouverneur García Hurtado de Mendoza. Capturé lors de la bataille de Lagunillas près du fleuve Biobío il se voit infliger le supplice d'avoir les deux mains tranchées, ce que le poète espagnol Alonso de Ercilla (1533-1594) raconte dans son poème La Araucana, notant que, après cette mutilation « il releva la tête et tendit le cou avec dédain et mépris » pour qu'on lui ôte la vie. Au lieu de quoi, il fut gracié et remis à sa famille. Après quoi, il jura de se venger. Selon la légende, il fixa des lames de couteaux au bout de ses avant-bras amputés et ainsi armé sema la terreur chez les espagnols qui étaient déjà nombreux parmi les Araucans.